# 小布拉季伊夫卡
47°46′22″N 30°43′33″E / 47.77278°N 30.72583°E
小布拉季伊夫卡（烏克蘭語：Мала Врадіївка），是烏克蘭的村落，位於該國南部尼古拉耶夫州，由弗拉季伊夫卡區負責管轄，始建於1802年，面積0.51平方公里，海拔高度105米，2001年人口43，人口密度每平方公里84.3人。